# جو روزنتال
جو روزنتال (بالإنجليزية: Joe Rosenthal)‏ هو مصور أخبار وفنان وصحفي ومصور أمريكي، ولد في 9 أكتوبر 1911 في واشنطن العاصمة في الولايات المتحدة، وتوفي في 20 أغسطس 2006 في نوفاتو في الولايات المتحدة.